# Olios kruegeri
Olios kruegeri là một loài nhện trong họ Sparassidae.
Loài này thuộc chi Olios. Olios kruegeri được Eugène Simon miêu tả năm 1897.